# Quedius semiaeneus
Quedius semiaeneus är en skalbaggsart som först beskrevs av Stephens 1833.  Quedius semiaeneus ingår i släktet Quedius, och familjen kortvingar. Arten är reproducerande i Sverige.